# 司棋

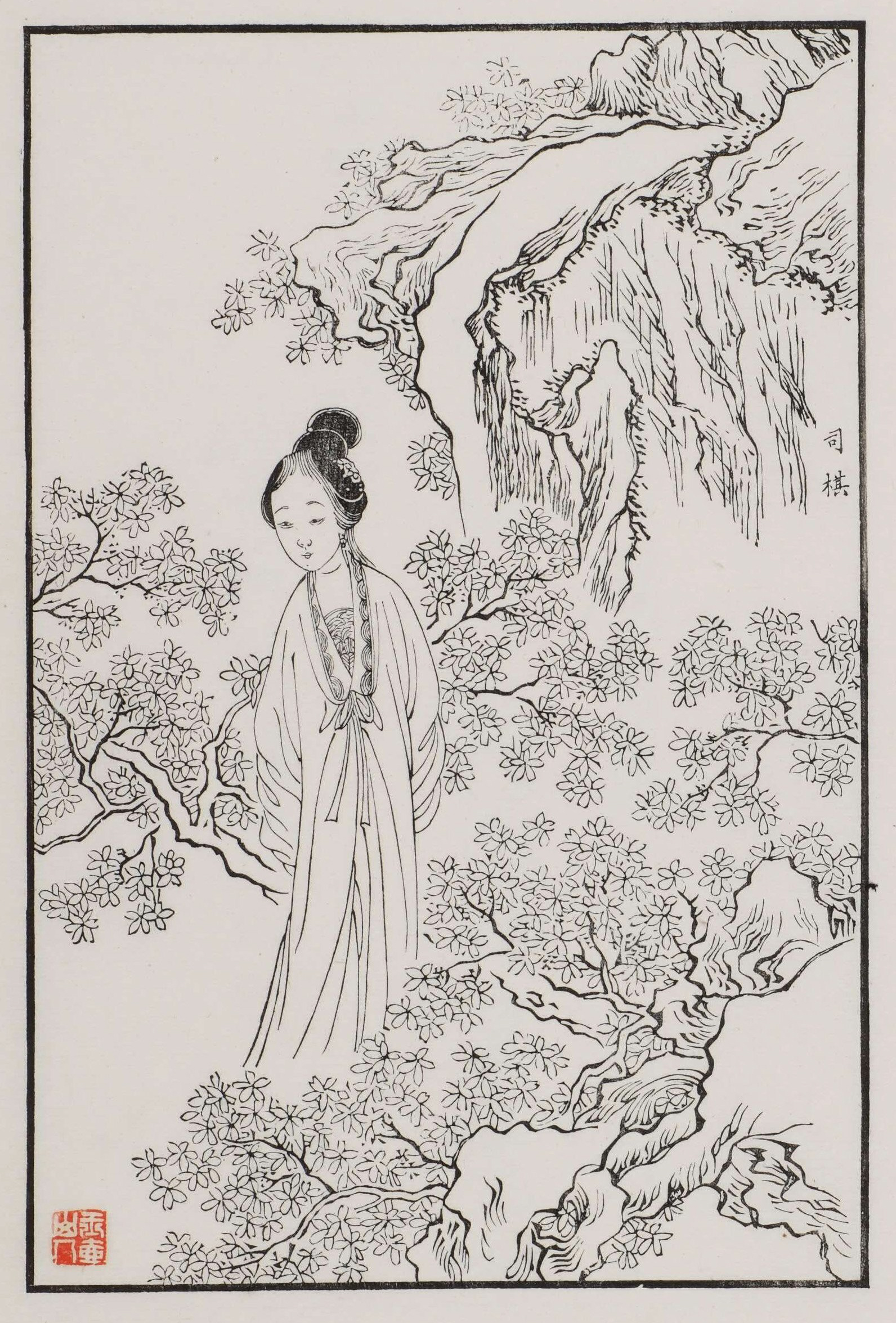
司棋,【清】改琦绘

司棋，谐音私情，《紅樓夢》人物。賈迎春的大丫頭，也是邢夫人的陪房王善保家的外孫女。因迎春是賈赦的女兒，司棋可能是賈赦邢夫人派過來侍候迎春的丫鬟。她身材高大豐狀，愛梳鬅頭。作風蠻横隨便，曾派小丫頭蓮花兒去問廚房管家柳家的要碗燉雞蛋。柳家的抱怨一番，她就帶著一群小丫頭大鬧廚房。司棋還與其表弟潘又安私通。抄檢大觀園事件中與其表弟潘又安私通的事情被發現，然後被攆出大觀園。